# Mushtaq Ahmed
Mushtaq Ahmed I (28. srpna 1932 Amritsar, Indie – 23. dubna 2011) byl pákistánský pozemní hokejista, člen vítězného týmu z olympiády v Římě v roce 1960. V turnaji nastoupil ve dvou zápasech základní skupiny, a to proti Polsku a Austrálii, které vstřelil jednu branku.